# 格蘭瑟姆鎮區 (北卡羅萊納州韋恩縣)
格蘭瑟姆鎮區（英語：Grantham Township）是位於美國北卡羅萊納州韋恩縣的一個鎮區。

## 地方資料
格蘭瑟姆鎮區的面積為200.46平方千米，皆為陸地。根據2020年美國人口普查的數據，當地共有人口3818人，而人口密度為每平方千米19.05人。